# Lady Croissant
Lady Croissant è un album dal vivo della cantante australiana Sia, pubblicato nel 2007.

## Descrizione
Il disco è stato registrato durante il concerto del 17 aprile 2006 tenutosi al Bowery Ballroom di New York. Otto tracce sono brani scritti o co-scritti da Sia, mentre I Go to Sleep, che è stato registrato in studio, è la cover del brano di Ray Davies. La canzone appare anche nell'album successivo Some People Have Real Problems.
Il disco è stato prodotto da Dan Carey e missato da Jon Lemon e Taz Mattar a Londra.

## Tracce
1. Pictures (New Studio Song) – 3:37 (Dan Carey, Sia Furler)
2. Don't Bring Me Down – 4:36 (Sia Furler, Blair Mackichan)
3. Destiny – 3:55 (Sophie Barker, Henry Binns, Sia Furler, Sam Hardaker)
4. Blow It All Away – 5:19 (Kevin Armstrong, Sia Furler, Felix Howard, Blair Mackichan)
5. Lentil – 4:11 (Samuel Dixon, Sia Furler)
6. Numb – 4:26 (Sia Furler, Felix Howard, James McMillan)
7. I Go to Sleep – 3:17 (Ray Davies)
8. Breathe Me – 5:52 (Dan Carey, Sia Furler)
9. Distractions – 5:03 (Henry Binns, Sia Furler, Sam Hardaker)